# Isla Monte Torres
Isla Monte Torres är en ö i Mexiko. Den ligger i bukten Bahía Tempehuaya tillsammans med öarna Isla Tecomate och Isla Gachupin och tillhör kommunen Culiacán i delstaten Sinaloa, i den västra delen av landet. Arean är 0,20 kvadratkilometer.